# الأناركية في رومانيا

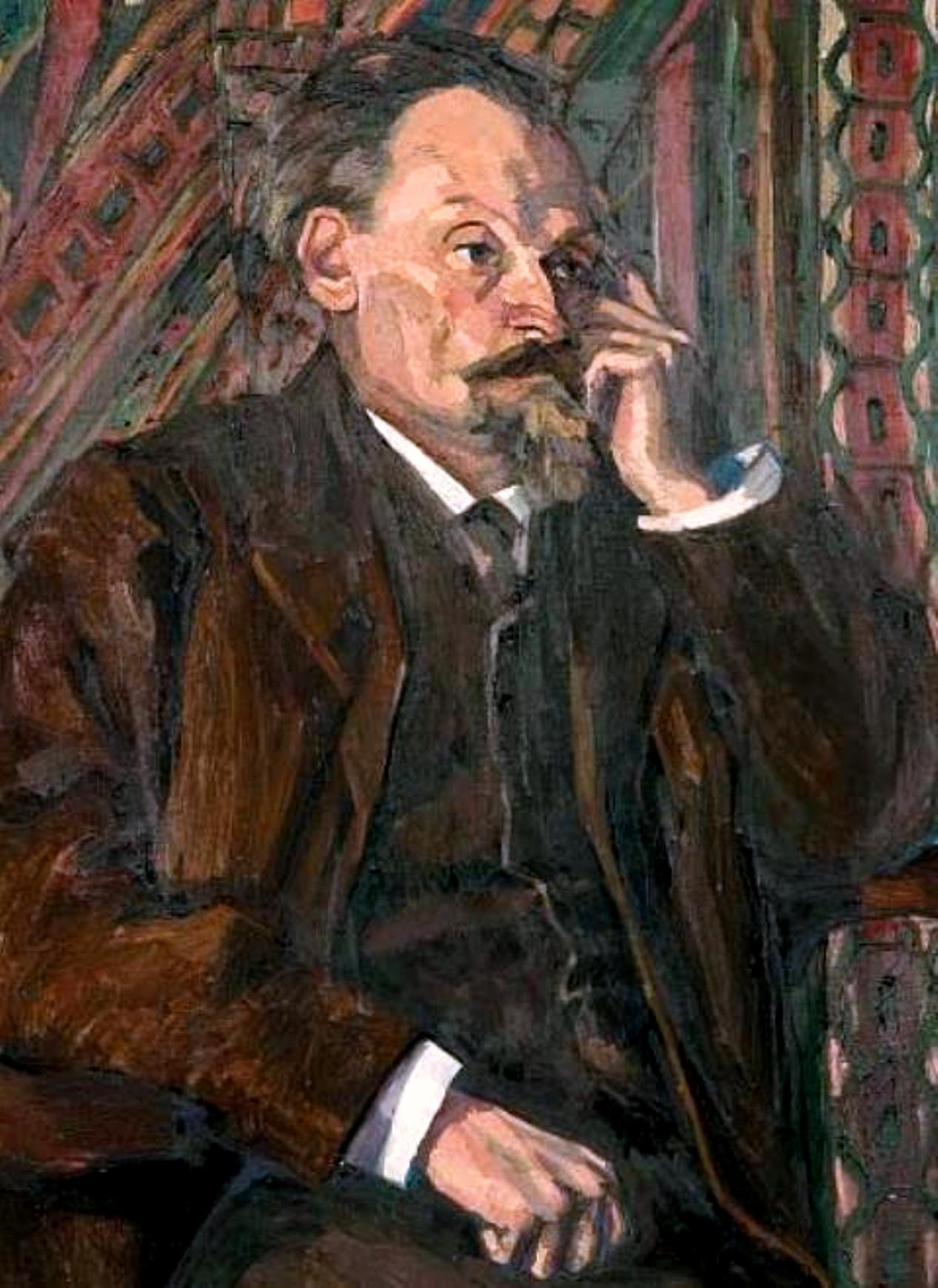

تطورت الأناركية في رومانيا (بالإنجليزية: Anarchism in Romania)‏ في ثمانينيات القرن التاسع عشر داخل الحركة الاشتراكية الرومانية الأوسع نطاقًا، وكان لها القليل من التابعين طوال فترة وجود مملكة رومانيا. بعد استيلاء الحزب الشيوعي الروماني في عام 1947، لم يُسمح بأي حركة سياسية بديلة أخرى، لذلك اضمحلت الحركة الأناركية. منذ الثورة الرومانية، أُسِّسَ عدد من المنظمات الأناركية الصغيرة، ولكن الأناركية ظلت أقل ظهورًا من أوروبا الغربية.

## الرواد
كان زمفير أربوري أول الأناركيين الرومانيين المشهورين، وهو ناشط سياسي وُلد في بوكوفينا، نشط في الأصل في الإمبراطورية الروسية، قبل أن يفر إلى سويسرا، وهناك التقى ميخائيل باكونين في أواخر حياته المهنية. لكن أربور كان حالة فريدة ولم يكن جزءًا من أي حركة نشطة في رومانيا.
كان باراسكيف ستويانوف، من أصل بلغاري، رائدًا آخرًا للأناركية الرومانية، وُلد عام 1871 (أو 1874) في غيورغيو، وهناك فر والده، الذي كان ناشط في حملات التحرر الوطني من الاضطهاد التركي. حظي ستويانوف بتعليم جيد وصار جرّاحا. بعد إنهاءه المدرسة الابتدائية في بوخارست، تمسك بالأفكار الاشتراكية من خلال المدرسة الثانوية، ثم التزم بالأناركية بعد قراءة كتيب بيتر كروبوتكين المعنون «نداء إلى الشباب». لذلك أسس في المدرسة الثانوية نوادي الكتب للطلاب الذين يدرسون الاشتراكية والأناركية وبدأ بنشر الأناركية بين العمال في رومانيا، ليصبح «أب» الأناركية في البلاد. ترجم العديد من كتيبات إريكو مالاتيستا إلى اللغة الرومانية، بما في ذلك «للناخبين» و«بين الفلاحين» و«الأناركية». 

## الأناركية في المملكة القديمة
بدءًا من ثمانينيات القرن التاسع عشر، في المملكة الرومانية القديمة، كانت هناك حركات اشتراكية في بوخارست و ياش، مع وكانت الأولى أكثر راديكاليةً، واتسمت ببعض الميول الأناركية. في الفترة بين عامي 1884 و1890، ناقشت دائرة دراسات اجتماعية تسمى «دريبتوريل أومولي» (حقوق الإنسان) أفكار باكونين وإليسي ريكلوس وبيتر كروبوتكين، وهي أفكار قدمها إلى رومانيا أشخاص درسوا في أوروبا الغربية. أوقفت عملية إعادة تنظيم الحركة، التي قام بها إيوان ناديجدي، النزعات الأناركية التي ظلت قائمة داخل الحركة، وكان الشخص الرئيسي فيها بانايت موشويو. تسببت دعاية الواجب التي روج لها الأناركيون الفرنسيون في دفع الاشتراكيين الرومانيين، مثل قسطنطين دوبروجيانو جيريا، إلى كتابة مقالات ينأون فيها بأنفسهم عن الأناركيين.
في نهاية المطاف طهر ناديجدي بوخارست من موشويو وجعله يغادر بوخارست إلى غالاتس، وهناك طُرد أيضًا من النادي الاشتراكي المحلي.
شرعت الشرطة السرية في رومانيا، سيغورانتسا، بمراقبة الأناركيين، إذ شعرت السلطات بالقلق إزاء صعود هذه الأيديولوجية. في عام 1904، كانت رومانيا من بين الدول الموقعة على معاهدة سرية مناهضة للأناركية، أنشأوا من خلالها  نظامًا لتبادل المعلومات حول مكان الأناركيين المعروفين.
حرر موشويو، بالتعاون مع بانايت زوسين، ريفيستا إيديه (مجلة الفكر) التي ترجمت، إلى جانب أعمال الفلاسفة والاشتراكيين اليونانيين الكلاسيكيين، أعمال الأناركيين، من أمثال: باكونين وكروبوتكين، فضلًا عن الأناركيين الفرديين، مثل: ماكس شتيرنر، وهان راينر، وهنري ديفد ثورو. إلى جانب الدائرة التي اجتمعت في بيت موشويو، كان هناك فصيل يجتمع في اجتماعات الاشتراكيين في بياتا أمزيي، وفي عام 1907 كانت هناك دائرة أناركية في بلويشت تسمى روفنا («حماسة») ثم سيركول ليبرتار («الدائرة الليبرتارية»).
جمع السيغورانتسا في عام 1907 قائمتين من الأناركيين: ضمت الأولى عشرين ناشطًا أناركيًا، بينما ضمت الثانية خمسين موظفًا عموميًا اشترك في ريفيستا إيديه. جادل تقرير للشرطة السرية بأن الدعاية الأناركية ساهمت في ثورة فلاحي رومانيا عام 1907. أعطوا مثالًا على ذلك مساهمة المدرس القروي نيكوليسكو-كرانتا، وهو صديق موشيو، في بدء الثورات من خلال الخطب التي ألقاها للفلاحين. في عام 1909، حاول أحد عمال السكك الحديدية اغتيال رئيس الوزراء إيون إيه تشيه برتيانو، ربما تحت تأثير دعاية الواجب.